# Liste des chansons de Bon Jovi
 (mars 2018).
Si vous disposez d'ouvrages ou d'articles de référence ou si vous connaissez des sites web de qualité traitant du thème abordé ici, merci de compléter l'article en donnant les références utiles à sa vérifiabilité et en les liant à la section « Notes et références ».
Ceci est une liste complète des chansons de Bon Jovi qui ont été officiellement publiées. La liste comprend des chansons qui ont été interprétées par l'ensemble du groupe. Les projets solo des membres de la bande sont répertoriés séparément. La liste comprend principalement des enregistrements en studio; les remixs et les enregistrements en direct ne sont pas répertoriés, à moins que la chanson n'ait été publiée que dans l'un des deux formats. Les singles sont listés comme étant sortis sur leur album respectif, sauf si le single n'a pas d'album associé. Une seule version est répertoriée par chanson, sauf si la chanson a été diffusée en différentes versions au même moment.
- Haut – A
- B
- C
- D
- E
- F
- G
- H
- I
- J
- K
- L
- M
- N
- O
- P
- Q
- R
- S
- T
- U
- V
- W
- X
- Y
- Z

| Chanson                                      | Parution                                 | Réalisation artistique                         | Paroles                                                       | Commentaires |
| -------------------------------------------- | ---------------------------------------- | ---------------------------------------------- | ------------------------------------------------------------- | --- |
| 634-5789                                     | These Days                               |                                                | Jon Bon Jovi                                                  | |
| 99 in the Shade                              | New Jersey                               | Bruce Fairbairn                                | Jon Bon Jovi, Richie Sambora                                  | |
| Ain't No Cure For Love                       | Pas d'album associé                      |                                                |                                                               | Face B de Say It Isn't So |
| Alive                                        | Pas d'album associé                      |                                                |                                                               | Face B de All About Lovin' You |
| All About Lovin' You                         | Bounce                                   | Jon Bon Jovi, Richie Sambora, Andreas Carlsson | Jon Bon Jovi, Richie Sambora, Desmond Child, Andreas Carlsson | |
| All Hail the King                            | This House Is Not For Sale               |                                                | Jon Bon Jovi, Chris DeStefano, Ashley Gorley                  | Morceau bonus |
| All I Wanna Do is You                        | 100,000,000 Bon Jovi Fans Can't Be Wrong | Jon Bon Jovi, Dave A. Stewart                  |                                                               | |
| All I Want is Everything                     | These Days                               | Peter Collins                                  | Jon Bon Jovi, Richie Sambora                                  | Morceau bonus |
| All That I Want                              | Pas d'album associé                      |                                                |                                                               | Démo devant être présente sur l'album Have a Nice Day |
| Always                                       | Cross Road                               | Peter Collins                                  | Jon Bon Jovi                                                  | |
| Always Run to You                            | 7800° Fahrenheit                         | Lance Quinn                                    | Jon Bon Jovi, Richie Sambora                                  | |
| Amen                                         | What About Now                           | John Shanks                                    | Jon Bon Jovi, Billy Falcon                                    | |
| American Dream                               | Pas d'album associé                      |                                                |                                                               | Démo enregistrée lors des premiers enregistrements du groupe |
| Another Reason to Believe                    | 100,000,000 Bon Jovi Fans Can't Be Wrong | Luke Ebbin                                     | Jon Bon Jovi, Richie Sambora, Billy Falcon, J. Steele         | Face B du morceau Bounce |
| Any Other Day                                | Lost Highway                             | Dann Huff                                      | Jon Bon Jovi, Richie Sambora, Gordie Sampson                  | |
| Army of One                                  | What About Now                           | John Shanks                                    | Jon Bon Jovi, Richie Sambora, Desmond Child                   | |
| A Teardrop to the Sea                        | Burning Bridges                          | John Shanks                                    | Jon Bon Jovi, Billy Falcon                                    | |
| Backdoor to Heaven                           | New Jersey                               |                                                | Jon Bon Jovi, Richie Sambora                                  | Démo sortie sur la "Deluxe Edition" de l'album New Jersey en 2014. |
| Bad Medicine                                 | New Jersey                               | Bruce Fairbairn                                | Jon Bon Jovi, Richie Sambora, Desmond Child                   | |
| Beautiful World                              | What About Now                           | John Shanks                                    | Jon Bon Jovi, Billy Falcon                                    | |
| Better Think Twice                           | Pas d'album associé                      |                                                |                                                               | Démo enregistrée lors des premiers enregistrements du groupe |
| Because We Can                               | What About Now                           | John Shanks, Jon Bon Jovi                      | Jon Bon Jovi, Richie Sambora, Billy Falcon                    | |
| Bed of Roses                                 | Keep the Faith                           | Bob Rock                                       | Jon Bon Jovi                                                  | |
| Bells of Freedom                             | Have a Nice Day                          | Jon Bon Jovi, Richie Sambora, John Shanks      | Jon Bon Jovi, Richie Sambora, Desmond Child                   | |
| Billy                                        | 100,000,000 Bon Jovi Fans Can't Be Wrong |                                                | Jon Bon Jovi, Richie Sambora                                  | |
| Bitter Wine                                  | These Days                               | Peter Collins                                  | Jon Bon Jovi, Richie Sambora                                  | Morceau bonus |
| Blame It on the Love of Rock & Roll          | Keep the Faith                           | Bob Rock                                       | Jon Bon Jovi, Richie Sambora                                  | |
| Blind Love                                   | Burning Bridges                          | John Shanks                                    | Jon Bon Jovi                                                  | |
| Blood on Blood                               | New Jersey                               | Bruce Fairbairn                                | Jon Bon Jovi, Richie Sambora, Desmond Child                   | |
| Borderline                                   | 100,000,000 Bon Jovi Fans Can't Be Wrong | Bruce Fairbairn                                | Jon Bon Jovi, David Bryan                                     | À l'origine, le titre est sorti comme étant la face B de You Give Love a Bad Name en Juillet 1986. Apparaît également sur l'EP Borderline sorti en Novembre 1986 et un morceau bonus sur la réédition japonaise de Slippery When Wet sortie en 1998.                  |
| Born Again Tomorrow                          | This House Is Not For Sale               |                                                | Jon Bon Jovi, John Shanks, Billy Falcon                       | |
| Born to Be My Baby                           | New Jersey                               | Bruce Fairbairn                                | Jon Bon Jovi, Richie Sambora, Desmond Child                   | |
| Bounce                                       | Bounce                                   | Jon Bon Jovi, Richie Sambora, Andreas Carlsson | Jon Bon Jovi, Richie Sambora, Billy Falcon                    | |
| Breakout                                     | Bon Jovi                                 | Tony Bongiovi, Lance Quinn                     | Jon Bon Jovi, David Rashbaum Bryan                            | |
| Breathe                                      | 100,000,000 Bon Jovi Fans Can't Be Wrong | Luke Ebbin                                     | Jon Bon Jovi, Richie Sambora, Marti Frederiksen               | |
| Brokenpromiseland                            | The Circle                               | John Shanks                                    | Jon Bon Jovi, Richie Sambora, John Shanks, Desmond Child      | |
| Bullet                                       | The Circle                               | John Shanks                                    | Jon Bon Jovi, Richie Sambora                                  | |
| Burning Bridges                              | Burning Bridges                          | John Shanks                                    | Jon Bon Jovi                                                  | |
| Burning for Love                             | Bon Jovi                                 | Tony Bongiovi, Lance Quinn                     | Jon Bon Jovi, Richie Sambora                                  | |
| Burn with Me                                 | Pas d'album associé                      |                                                |                                                               | Démo devant être présente sur l'album What About Now |
| Cama de rosas                                | Keep the Faith                           | Bob Rock                                       | Jon Bon Jovi                                                  | Version espagnole de Bed of Roses. Apparaît sur certaines versions latino-américaines de l'album Keep the Faith. |
| Captain Crash and the Beauty Queen from Mars | Crush                                    | Jon Bon Jovi, Richie Sambora, Luke Ebbin       | Jon Bon Jovi, Richie Sambora                                  | |
| Color Me In                                  | This House Is Not For Sale               |                                                | Jon Bon Jovi, Billy Falcon                                    | Morceau bonus (exclusivement sur TIDAL) |
| Come Back                                    | Bon Jovi                                 | Tony Bongiovi, Lance Quinn                     | Jon Bon Jovi, Richie Sambora                                  | |
| Come on Up to Our House                      | This House Is Not For Sale               |                                                | Jon Bon Jovi, John Shanks                                     | |
| Complicated                                  | Have a Nice Day                          | Jon Bon Jovi, Richie Sambora, John Shanks      | Jon Bon Jovi, Billy Falcon, Max Martin                        | |
| Como yo nadie te ha amado                    | These Days                               | Peter Collins                                  | Jon Bon Jovi, Richie Sambora                                  | Version espagnole de This Ain't a Love Song. Apparaît sur certaines versions latino-américaines de l'album These Days. |
| Crazy Love                                   | 100,000,000 Bon Jovi Fans Can't Be Wrong |                                                | Jon Bon Jovi, Mark Hudson, Dave Stewart                       | |
| Damned                                       | These Days                               | Peter Collins, Jon Bon Jovi, Richie Sambora    | Jon Bon Jovi, Richie Sambora                                  | |
| Diamond Ring                                 | These Days                               | Peter Collins                                  | Jon Bon Jovi, Richie Sambora, Desmond Child                   | |
| Dirty Little Secret                          | Have a Nice Day                          | Jon Bon Jovi, Richie Sambora, John Shanks      | Jon Bon Jovi, Richie Sambora, Desmond Child                   | Morceau bonus sur les éditions japonaises, australiennes et britanniques de l'album |
| Does Anybody Really Fall in Love Anymore?    | New Jersey                               |                                                | Jon Bon Jovi, Richie Sambora, Desmond Child, Diane Warren     | Démo sortie en 2014 sur la "Deluxe Edition" de l'album New Jersey. |
| Dry County                                   | Keep the Faith                           | Bob Rock                                       | Jon Bon Jovi                                                  | |
| Edge of a Broken Heart                       | Slippery When Wet                        | Bruce Fairbairn                                | Jon Bon Jovi, Richie Sambora                                  | Publiée à l'origine pour la bande originale du film Disorderlies. Aussi disponible en bonus sur l'édition japonaise 2-CD de Slippery When Wet sortie en 1998. Apparait sur le coffret 100,000,000 Bon Jovi Fans Can't Be Wrong et l'édition 2-CD de Cross Road aussi. |
| Every Beat of My Heart                       | 100,000,000 Bon Jovi Fans Can't Be Wrong | Bob Rock                                       | Jon Bon Jovi, Richie Sambora                                  | |
| Everybody's Broken                           | Lost Highway                             | John Shanks                                    | Jon Bon Jovi, Billy Falcon                                    | |
| Everyday                                     | Bounce                                   | Jon Bon Jovi, Richie Sambora, Andreas Carlsson | Jon Bon Jovi, Richie Sambora, Andreas Carlsson                | |
| Fast Cars                                    | The Circle                               |                                                | Jon Bon Jovi, Richie Sambora, Desmond Child                   | |
| Fear                                         | Keep the Faith                           |                                                | Jon Bon Jovi                                                  | |
| Fields of Fire                               | 100,000,000 Bon Jovi Fans Can't Be Wrong |                                                | Jon Bon Jovi                                                  | Morceau bonus sur l'édition japonaise. Egalement présent sur These Days dans la version européenne spécial 2 CD. |
| Fingerprints                                 | Burning Bridges                          | John Shanks                                    | Jon Bon Jovi, Billy Falcon                                    | |
| Flesh and Bone                               | 100,000,000 Bon Jovi Fans Can't Be Wrong |                                                | Jon Bon Jovi, Richie Sambora, David Bryan                     | |
| Full Moon High                               | New Jersey                               |                                                | Jon Bon Jovi, Richie Sambora                                  | Démo sortie en 2014 sur la "Deluxe Edition" de l'album New Jersey. |
| Game of the Heart                            | Pas d'album associé                      |                                                |                                                               | Démo enregistrée en 1986 lors des sessions d'enregistrement de l'album Slippery When Wet |
| Garageland                                   | 100,000,000 Bon Jovi Fans Can't Be Wrong |                                                | Jon Bon Jovi, Richie Sambora                                  | |
| Get Ready                                    | Bon Jovi                                 | Tony Bongiovi, Lance Quinn                     | Jon Bon Jovi, Richie Sambora                                  | |
| God Bless This Mess                          | This House Is Not For Sale               |                                                | Jon Bon Jovi                                                  | |
| Good Guys Don't Always Wear White            | 100,000,000 Bon Jovi Fans Can't Be Wrong |                                                | Jon Bon Jovi, Richie Sambora                                  | Apparaît au départ uniquement sur la bande originale du film Deux cow-boys à New York |
| Goodnight New York                           | This House Is Not For Sale               |                                                | Jon Bon Jovi, John Shanks, Billy Falcon                       | Morceau bonus sur l'édition internationale |
| Gotta Have a Reason                          | 100,000,000 Bon Jovi Fans Can't Be Wrong |                                                | Jon Bon Jovi, Richie Sambora, Michael Kamen                   | |
| Growin' Up the Hard Way                      | New Jersey                               |                                                | Jon Bon Jovi, Richie Sambora                                  | Démo sortie en 2014 sur la "Deluxe Edition" de l'album New Jersey |
| Happy Now                                    | The Circle                               |                                                | Jon Bon Jovi, Richie Sambora, Desmond Child                   | |
| Have a Little Faith in Me                    | This Left Feels Right                    |                                                | John Hiatt                                                    | Morceau de la bande originale du film Happy New Year |
| Have a Nice Day                              | Have a Nice Day                          | Jon Bon Jovi, Richie Sambora, John Shanks      | Jon Bon Jovi, Richie Sambora, John Shanks                     | |
| Head Over Heels                              | Pas d'album associé                      |                                                |                                                               | Démo enregistrée lors des premiers enregistrements du groupe |
| Hearts Breaking Even                         | These Days                               |                                                | Jon Bon Jovi, Desmond Child                                   | |
| Hey God                                      | These Days                               | Peter Collins, Jon Bon Jovi, Richie Sambora    | Jon Bon Jovi, Richie Sambora                                  | |
| Homebound Train                              | New Jersey                               | Bruce Fairbairn                                | Jon Bon Jovi, Richie Sambora                                  | |
| Hook Me Up                                   | Bounce                                   |                                                | Jon Bon Jovi, Richie Sambora, Desmond Child, Andreas Carlsson | |
| Hush                                         | 100,000,000 Bon Jovi Fans Can't Be Wrong |                                                | Jon Bon Jovi                                                  | Egalement une Face B de It's My Life |
| I Am                                         | Have a Nice Day                          | Jon Bon Jovi, Richie Sambora, John Shanks      | Jon Bon Jovi, Richie Sambora, John Shanks                     | |
| I Believe                                    | Keep the Faith                           | Bob Rock                                       | Jon Bon Jovi                                                  | |
| I Could Make a Living Out of Lovin' You      | Crush                                    |                                                | Jon Bon Jovi, Richie Sambora, Billy Falcon                    | Démo & Morceau bonus |
| I'd Die for You                              | Slippery When Wet                        | Bruce Fairbairn                                | Jon Bon Jovi, Richie Sambora, Desmond Child                   | |
| I Don't Want to Live Forever                 | Pas d'album associé                      |                                                |                                                               | Face B de It's My Life |
| (I Don't Wanna Fall) To the Fire             | 7800° Fahrenheit                         | Lance Quinn                                    | Jon Bon Jovi, Richie Sambora, David Bryan                     | |
| If I Can't Have Your Love                    | 100,000,000 Bon Jovi Fans Can't Be Wrong |                                                | Richie Sambora, Desmond Child, Diane Warren                   | |
| If I Was Your Mother                         | Keep the Faith                           |                                                | Jon Bon Jovi, Richie Sambora                                  | |
| If That's What It takes                      | These Days                               |                                                | Jon Bon Jovi, Richie Sambora                                  | |
| I Get a Rush                                 | 100,000,000 Bon Jovi Fans Can't Be Wrong |                                                | Jon Bon Jovi, Desmond Child, Eric Bazilian                    | |
| I Got the Girl                               | Crush                                    |                                                | Jon Bon Jovi                                                  | |
| I Just Want to Be Your Man                   | 100,000,000 Bon Jovi Fans Can't Be Wrong |                                                | Jon Bon Jovi                                                  | |
| I'll Be There for You                        | New Jersey                               | Bruce Fairbairn                                | Jon Bon Jovi, Richie Sambora                                  | |
| I'll Sleep When I'm Dead                     | Keep the Faith                           | Bob Rock                                       | Jon Bon Jovi, Richie Sambora, Desmond Child                   | |
| I Love This Town                             | Lost Highway                             | Dann Huff                                      | Jon Bon Jovi, Richie Sambora, Billy Falcon                    | |
| I'm with You                                 | What About Now                           | John Shanks                                    | Jon Bon Jovi, John Shanks                                     | |
| I'm Your Man                                 | Burning Bridges                          | John Shanks                                    | Jon Bon Jovi, John Shanks                                     | |
| In and Out of Love                           | 7800° Fahrenheit                         | Lance Quinn                                    | Jon Bon Jovi                                                  | |
| In These Arms                                | Keep the Faith                           | Bob Rock                                       | Jon Bon Jovi, Richie Sambora, David Bryan                     | |
| Into the Echo                                | What About Now                           |                                                | Jon Bon Jovi, Billy Falcon                                    | Morceau bonus sur l'édition Deluxe et l'édition japonaise. |
| (It's Hard) Letting You Go                   | These Days                               |                                                | Jon Bon Jovi                                                  | |
| It's My Life                                 | Crush                                    | Luke Ebbin, Jon Bon Jovi, Richie Sambora       | Jon Bon Jovi, Richie Sambora, Max Martin                      | |
| I Want to Be Loved                           | Have a Nice Day                          | Jon Bon Jovi, Richie Sambora, John Shanks      | Jon Bon Jovi, Richie Sambora, John Shanks                     | |
| I Want You                                   | Keep the Faith                           |                                                | Jon Bon Jovi                                                  | |
| I Will Drive You Home                        | This House Is Not For Sale               |                                                | Jon Bon Jovi, Luke Laird, Billy Falcon                        | Morceau bonus sur l'édition internationale |
| I Wish Everyday Could Be Like Christmas      | 100,000,000 Bon Jovi Fans Can't Be Wrong |                                                | Jon Bon Jovi                                                  | Face B de Keep the Faith |
| Joey                                         | Bounce                                   |                                                | Jon Bon Jovi, Richie Sambora                                  | |
| Judgement Day                                | New Jersey                               |                                                | Jon Bon Jovi, Richie Sambora                                  | Démo sortie en 2014 sur la "Deluxe Edition" de l'album New Jersey |
| Just Older                                   | Crush                                    |                                                | Jon Bon Jovi, Billy Falcon                                    | |
| Keep the Faith                               | Keep the Faith                           | Bob Rock                                       | Jon Bon Jovi, Richie Sambora, Desmond Child                   | |
| Kidnap an Angel                              | 100,000,000 Bon Jovi Fans Can't Be Wrong |                                                | Jon Bon Jovi, Billy Falcon                                    | |
| King of the Mountain                         | 7800° Fahrenheit                         | Lance Quinn                                    | Jon Bon Jovi, Richie Sambora                                  | |
| Knockout                                     | This House Is Not For Sale               |                                                | Jon Bon Jovi, John Shanks                                     | |
| Labor of Love                                | This House Is Not For Sale               |                                                | Jon Bon Jovi, John Shanks, Billy Falcon                       | |
| Last Chance Train                            | 100,000,000 Bon Jovi Fans Can't Be Wrong |                                                | Jon Bon Jovi, Mark Hudson                                     | |
| Last Cigarette                               | Have a Nice Day                          | Rick Parashar, Jon Bon Jovi, Richie Sambora    | Jon Bon Jovi, David Bryan                                     | |
| Last Man Standing                            | Have a Nice Day                          | Jon Bon Jovi, Richie Sambora, John Shanks      | Jon Bon Jovi, Billy Falcon                                    | |
| Lay Your Hands on Me                         | New Jersey                               | Bruce Fairbairn                                | Jon Bon Jovi, Richie Sambora                                  | |
| Learn to Love                                | The Circle                               |                                                | Jon Bon Jovi, Richie Sambora, Desmond Child                   | |
| Let It Rock                                  | Slippery When Wet                        | Bruce Fairbairn                                | Jon Bon Jovi, Richie Sambora                                  | |
| Let's Make it Baby                           | New Jersey                               |                                                | Jon Bon Jovi, Richie Sambora, Desmond Child                   | Démo sortie en 2014 sur la "Deluxe Edition" de l'album New Jersey. |
| Letter to a Friend                           | 100,000,000 Bon Jovi Fans Can't Be Wrong |                                                | Jon Bon Jovi                                                  | |
| Lie to Me                                    | These Days                               | Peter Collins, Jon Bon Jovi, Richie Sambora    | Jon Bon Jovi, Richie Sambora                                  | |
| Life Is Beautiful                            | Burning Bridges                          | John Shanks                                    | Jon Bon Jovi, Billy Falcon, Chris DeStefano                   | |
| Little Bit of Soul                           | Keep the Faith                           |                                                | Jon Bon Jovi, Richie Sambora                                  | |
| Live Before You Die                          | The Circle                               |                                                | Jon Bon Jovi, Richie Sambora                                  | |
| Living in Sin                                | New Jersey                               | Bruce Fairbairn                                | Jon Bon Jovi                                                  | |
| Living With the Ghost                        | This House Is Not For Sale               |                                                | Jon Bon Jovi                                                  | |
| Livin' on a Prayer                           | Slippery When Wet                        | Bruce Fairbairn                                | Jon Bon Jovi, Richie Sambora, Desmond Child                   | |
| Lonely                                       | Lost Highway                             |                                                | Jon Bon Jovi, Desmond Child, Darrell Brown                    | Morceau bonus sur les éditions japonaises, australiennes et britanniques de l'album. |
| Lonely at the Top                            | These Days                               |                                                | Jon Bon Jovi, Richie Sambora                                  | Disponible uniquement sur l'édition française 2-CD de These Days. Correspond également une face B du single This Ain't a Love Song. Une version remixée plus courte apparaît sur le coffret 100,000,000 Bon Jovi Fans Can't Be Wrong.                                 |
| Lonely is the Night                          | Pas d'album associé                      |                                                |                                                               | Démo enregistrée en 1986 lors des sessions d'enregistrement de l'album Slippery When Wet |
| Lost Highway                                 | Lost Highway                             | John Shanks                                    | Jon Bon Jovi, Richie Sambora, John Shanks                     | |
| Love Ain't Nothing But a Four Letter Word    | 100,000,000 Bon Jovi Fans Can't Be Wrong |                                                | Jon Bon Jovi, Richie Sambora, David Bryan                     | |
| Love for Sale                                | New Jersey                               | Bruce Fairbairn                                | Jon Bon Jovi, Richie Sambora                                  | |
| Love Hurts                                   | New Jersey                               |                                                | Jon Bon Jovi, Richie Sambora                                  | Démo sortie en 2014 sur la "Deluxe Edition" de l'album New Jersey. |
| Love Lies                                    | Bon Jovi                                 | Tony Bongiovi, Lance Quinn                     | Jon Bon Jovi, David Rashbaum Bryan                            | |
| Love Is War                                  | New Jersey                               | Bruce Fairbairn                                | Jon Bon Jovi, Richie Sambora, Desmond Child                   | Face B de Living in Sin. Sortie en 2014 sur la "Deluxe Edition" de New Jersey |
| Love Me Back to Life                         | Bounce                                   |                                                | Jon Bon Jovi, Richie Sambora                                  | |
| Love's the Only Rule                         | The Circle                               |                                                | Jon Bon Jovi, Richie Sambora, Billy Falcon                    | |
| Lucky                                        | Pas d'album associé                      |                                                |                                                               | Face B de Everyday |
| Maybe Someday                                | 100,000,000 Bon Jovi Fans Can't Be Wrong |                                                | Jon Bon Jovi, Richie Sambora                                  | |
| Memphis Lives in Me                          | 100,000,000 Bon Jovi Fans Can't Be Wrong |                                                | David Bryan, Joe DiPietro                                     | |
| Miss Fourth of July                          | 100,000,000 Bon Jovi Fans Can't Be Wrong |                                                | Jon Bon Jovi                                                  | |
| Misunderstood                                | Bounce                                   | Luke Ebbin, Jon Bon Jovi, Richie Sambora       | Jon Bon Jovi, Richie Sambora, Desmond Child, Andreas Carlsson | |
| My Guitar Lies Bleeding in My Arms           | These Days                               |                                                | Jon Bon Jovi, Richie Sambora                                  | |
| Mystery Train                                | Crush                                    |                                                | Jon Bon Jovi, Billy Falcon                                    | |
| Neurotica                                    | Crush                                    |                                                | Jon Bon Jovi, Richie Sambora                                  | Morceau bonus en Australie et Japon |
| Never Say Goodbye                            | Slippery When Wet                        | Bruce Fairbairn                                | Jon Bon Jovi, Richie Sambora                                  | |
| New Year's Day                               | This House Is Not For Sale               |                                                | Jon Bon Jovi, Billy Falcon                                    | |
| Next 100 Years                               | Crush                                    |                                                | Jon Bon Jovi, Richie Sambora                                  | |
| No Apologies                                 | Greatest Hits                            |                                                | Jon Bon Jovi, Richie Sambora                                  | |
| Nobody's Hero                                | 100,000,000 Bon Jovi Fans Can't Be Wrong |                                                | Jon Bon Jovi, Richie Sambora                                  | |
| No Regrets                                   | Bounce                                   |                                                | Jon Bon Jovi                                                  | Morceau bonus au Japon |
| Nothing                                      | Pas d'album associé                      |                                                |                                                               | Démo devant être présente sur l'album Have a Nice Day |
| Novocaine                                    | Have a Nice Day                          | Rick Parashar, Jon Bon Jovi, Richie Sambora    | Jon Bon Jovi                                                  | |
| Now and Forever                              | New Jersey                               |                                                | Jon Bon Jovi, Richie Sambora                                  | Démo sortie en 2014 sur la "Deluxe Edition" de l'album New Jersey. |
| One Step Closer                              | Lost Highway                             | John Shanks                                    | Jon Bon Jovi, Richie Sambora                                  | |
| One Wild Night                               | Crush                                    | Richie Sambora, Luke Ebbin, Desmond Child      | Jon Bon Jovi, Richie Sambora                                  | |
| Only in My Dreams                            | 100,000,000 Bon Jovi Fans Can't Be Wrong |                                                | Jon Bon Jovi                                                  | |
| Only Lonely                                  | 7800° Fahrenheit                         | Lance Quinn                                    | Jon Bon Jovi, David Bryan                                     | |
| Open All Night                               | Bounce                                   |                                                | Jon Bon Jovi, Richie Sambora                                  | |
| Open All Night (#2)                          | 100,000,000 Bon Jovi Fans Can't Be Wrong |                                                | Jon Bon Jovi, Richie Sambora, Eric Bazilian                   | Ne correspond pas au même morceau que celui présent sur l'album Bounce |
| Ordinary People                              | 100,000,000 Bon Jovi Fans Can't Be Wrong |                                                | Jon Bon Jovi                                                  | Egalement une Face B de Say It Isn't So |
| Outlaws of Love                              | 100,000,000 Bon Jovi Fans Can't Be Wrong |                                                | Jon Bon Jovi, Richie Sambora                                  | |
| Out of Bounds                                | 100,000,000 Bon Jovi Fans Can't Be Wrong |                                                | Jon Bon Jovi, Richie Sambora                                  | |
| Pictures of You                              | What About Now                           | John Shanks                                    | Jon Bon Jovi, Richie Sambora, John Shanks                     | |
| Postcards from the Wasteland                 | Bounce                                   |                                                | Jon Bon Jovi                                                  | Morceau bonus au Japon |
| Promises                                     | Pas d'album associé                      |                                                |                                                               | Démo enregistrée lors des premiers enregistrements du groupe |
| Prostitute                                   | These Days                               |                                                | Jon Bon Jovi, Richie Sambora                                  | Disponible uniquement sur l'édition française 2-CD de l'album These Days. Correspond également à une face B du single This Ain't a Love Song. |
| Put the Boy Back in Cowboy                   | Lost Highway                             |                                                | Jon Bon Jovi                                                  | Morceau bonus au Japon, Australie et Royaume-Uni |
| Raise Your Hands                             | Slippery When Wet                        | Bruce Fairbairn                                | Jon Bon Jovi, Richie Sambora                                  | |
| Real Life                                    | 100,000,000 Bon Jovi Fans Can't Be Wrong |                                                | Jon Bon Jovi, Desmond Child                                   | Apparaît pour la première fois sur la bande originale du film En direct sur Ed TV. |
| Real Love                                    | This House Is Not For Sale               |                                                | Jon Bon Jovi, Billy Falcon                                    | Morceau bonus |
| Reunion                                      | This House Is Not For Sale               |                                                | Jon Bon Jovi                                                  | |
| Rich Man Living in a Poor Man's House        | 100,000,000 Bon Jovi Fans Can't Be Wrong |                                                | Jon Bon Jovi, Dave Stewart                                    | |
| Ride Cowboy Ride                             | New Jersey                               | Bruce Fairbairn                                | Captain Kidd, King of Swing                                   | |
| Right Side of Wrong                          | Bounce                                   |                                                | Jon Bon Jovi                                                  | |
| River Runs Dry                               | 100,000,000 Bon Jovi Fans Can't Be Wrong |                                                | Jon Bon Jovi, Desmond Child                                   | |
| Roller Coaster                               | This House Is Not For Sale               |                                                | Jon Bon Jovi, Chris DeStefano, Ashley Gorley                  | |
| Room at the End of the World                 | What About Now                           | John Shanks                                    | Jon Bon Jovi, John Shanks                                     | |
| Roulette                                     | Bon Jovi                                 | Tony Bongiovi, Lance Quinn                     | Jon Bon Jovi, Richie Sambora                                  | |
| Runaway                                      | Bon Jovi                                 | Tony Bongiovi, Lance Quinn                     | Jon Bon Jovi, George Karak                                    | |
| Satellite                                    | 100,000,000 Bon Jovi Fans Can't Be Wrong |                                                | Jon Bon Jovi, Richie Sambora, Desmond Child                   | |
| Saturday Night Gave Me Sunday Morning        | Burning Bridges                          | John Shanks                                    | Jon Bon Jovi, Richie Sambora, John Shanks                     | |
| Save a Prayer                                | Keep the Faith                           |                                                | Jon Bon Jovi, Richie Sambora                                  | Morceau bonus au Japon et en Europe |
| Save the World                               | Crush                                    |                                                | Jon Bon Jovi                                                  | |
| Say It Isn't So                              | Crush                                    | Luke Ebbin, Jon Bon Jovi, Richie Sambora       | Jon Bon Jovi, Billy Flacon                                    | |
| Scars on This Guitar                         | This House Is Not For Sale               |                                                | Jon Bon Jovi, Brett James, Bily Falcon                        | |
| Seat Next to You                             | Lost Highway                             | Dann Huff                                      | Jon Bon Jovi, Richie Sambora, Hillary Lindsey                 | |
| Secret Dreams                                | 7800° Fahrenheit                         | Lance Quinn                                    | Jon Bon Jovi, Richie Sambora, Tico Torres, Bill Grabowski     | |
| She Don't Know Me                            | Bon Jovi                                 | Tony Bongiovi, Lance Quinn                     | Mark Avsec                                                    | |
| She's a Mystery                              | Crush                                    |                                                | Jon Bon Jovi, Peter Stuart, Greg Wells                        | |
| Shot Through the Heart                       | Bon Jovi                                 | Tony Bongiovi, Lance Quinn                     | Jon Bon Jovi, Jack Ponti                                      | |
| Shut Up and Kiss Me                          | 100,000,000 Bon Jovi Fans Can't Be Wrong |                                                | Jon Bon Jovi, Richie Sambora, Desmond Child                   | |
| Silent Night (en)                            | 7800° Fahrenheit                         | Lance Quinn                                    | Jon Bon Jovi                                                  | |
| Social Disease                               | Slippery When Wet                        | Bruce Fairbairn                                | Jon Bon Jovi, Richie Sambora                                  | |
| Someday I'll Be Saturday Night               | Cross Road                               | Peter Collins                                  | Jon Bon Jovi, Richie Sambora, Desmond Child                   | |
| Someday Just Might Be Tonight                | 100,000,000 Bon Jovi Fans Can't Be Wrong |                                                | Jon Bon Jovi, Richie Sambora, Mark Hudson                     | |
| Something for the Pain                       | These Days                               | Peter Collins, Jon Bon Jovi, Richie Sambora    | Jon Bon Jovi, Richie Sambora, Desmond Child                   | |
| Something to Believe In                      | These Days                               |                                                | Jon Bon Jovi                                                  | |
| Standing                                     | Pas d'album associé                      |                                                |                                                               | Face B de Everyday |
| Starting All Over Again                      | Keep the Faith                           |                                                | Jon Bon Jovi                                                  | Morceau bonus au Japon. Une version différente est présente dans le coffret 100,000,000 Bon Jovi Fans Can't Be Wrong. |
| Stay                                         | Pas d'album associé                      |                                                |                                                               | Face B de Say It Isn't So |
| Stick to Your Guns                           | New Jersey                               | Bruce Fairbairn                                | Jon Bon Jovi, Richie Sambora, Holly Knight                    | |
| Story of My Life                             | Have a Nice Day                          | Rick Parashar, Jon Bon Jovi, Richie Sambora    | Jon Bon Jovi, Billy Falcon                                    | |
| Summertime                                   | Lost Highway                             | John Shanks                                    | Jon Bon Jovi, Richie Sambora, John Shanks                     | |
| Superman Tonight                             | The Circle                               | John Shanks                                    | Jon Bon Jovi, Richie Sambora, Billy Falcon                    | |
| Sympathy                                     | 100,000,000 Bon Jovi Fans Can't Be Wrong |                                                | Jon Bon Jovi, Richie Sambora                                  | |
| Take Back the Night                          | Burning Bridges                          | John Shanks                                    | Jon Bon Jovi, John Shanks                                     | Morceau bonus au Japon et dans les magasins Target aux Etats-Unis |
| Take Me Home                                 | Pas d'album associé                      |                                                |                                                               | Démo enregistrée en 1986 lors des sessions d'enregistrement de l'album Slippery When Wet |
| Taking it Back                               | 100,000,000 Bon Jovi Fans Can't Be Wrong |                                                | Jon Bon Jovi, Richie Sambora                                  | |
| Temptation                                   | 100,000,000 Bon Jovi Fans Can't Be Wrong |                                                | Jon Bon Jovi                                                  | |
| Thank You for Loving Me                      | Crush                                    | Luke Ebbin, Jon Bon Jovi, Richie Sambora       | Jon Bon Jovi, Richie Sambora                                  | |
| That's What the Water Made Me                | What About Now                           |                                                | Jon Bon Jovi, Billy Falcon                                    | |
| The Devil's in the Temple                    | This House Is Not For Sale               |                                                | Jon Bon Jovi, Billy Falcon                                    | |
| The Distance                                 | Bounce                                   | Patrick Leonard                                | Jon Bon Jovi, Richie Sambora, Desmond Child                   | |
| The End                                      | These Days                               |                                                | Jon Bon Jovi, Richie Sambora, David Bryan                     | Disponible uniquement sur l'édition française 2-CD de These Days. Correspond aussi à une face B du single This Ain't a Love Song. Apparaît sur le coffret 100,000,000 Bon Jovi Fans Can't Be Wrong.                                                                   |
| The Fighter                                  | What About Now                           |                                                | Jon Bon Jovi                                                  | |
| The Fire Inside                              | 100,000,000 Bon Jovi Fans Can't Be Wrong |                                                | Jon Bon Jovi                                                  | |
| The Hardest Part Is the Night                | 7800° Fahrenheit                         | Lance Quinn                                    | Jon Bon Jovi, Richie Sambora, David Bryan                     | |
| The Last Night                               | Lost Highway                             | John Shanks                                    | Jon Bon Jovi, Richie Sambora, John Shanks                     | |
| The More Things Change                       | Greatest Hits                            |                                                | Jon Bon Jovi, Richie Sambora                                  | |
| The One That Got Away                        | 100,000,000 Bon Jovi Fans Can't Be Wrong |                                                | Jon Bon Jovi, Richie Sambora                                  | |
| The Price of Love                            | 7800° Fahrenheit                         | Lance Quinn                                    | Jon Bon Jovi                                                  | |
| The Promise                                  | Pas d'album associé                      |                                                |                                                               | Démo enregistrée en 1986 lors des sessions d'enregistrement de l'album Slippery When Wet |
| The Radio Saved My Life Tonight              | 100,000,000 Bon Jovi Fans Can't Be Wrong |                                                | Jon Bon Jovi, Richie Sambora                                  | |
| There is No Answer                           | Pas d'album associé                      |                                                |                                                               | Démo enregistrée en 1986 lors des sessions d'enregistrement de l'album Slippery When Wet |
| These Arms Are Open All Night                | 100,000,000 Bon Jovi Fans Can't Be Wrong |                                                | Jon Bon Jovi, Billy Falcon                                    | |
| These Days                                   | These Days                               | Peter Collins, Jon Bon Jovi, Richie Sambora    | Jon Bon Jovi, Richie Sambora                                  | |
| These Open Arms                              | Have a Nice Day                          |                                                | Jon Bon Jovi, Desmond Child                                   | Morceau bonus au Japon |
| Thick as Thieves                             | What About Now                           | John Shanks                                    | Jon Bon Jovi, Richie Sambora, John Shanks                     | |
| Thief of Hearts                              | 100,000,000 Bon Jovi Fans Can't Be Wrong |                                                | Jon Bon Jovi, Patrick Leonard                                 | |
| This Ain't a Love Song                       | These Days                               | Peter Collins, Jon Bon Jovi, Richie Sambora    | Jon Bon Jovi, Richie Sambora, Desmond Child                   | |
| This House Is Not For Sale                   | This House Is Not For Sale               | John Shanks, Jon Bon Jovi                      | Jon Bon Jovi, John Shanks, Billy Falcon                       | |
| This is Love, This is Life                   | Greatest Hits                            |                                                | Jon Bon Jovi, Richie Sambora, John Shanks                     | |
| This is Our House                            | Greatest Hits                            |                                                | Jon Bon Jovi, Richie Sambora, Desmond Child                   | |
| Thorn in My Side                             | The Circle                               |                                                | Jon Bon Jovi, Richie Sambora                                  | |
| Till We Ain't Strangers Anymore              | Lost Highway                             | Dann Huff                                      | Jon Bon Jovi, Richie Sambora, Brett James                     | Featuring LeAnn Rimes |
| Tokyo Road                                   | 7800° Fahrenheit                         | Lance Quinn                                    | Jon Bon Jovi, Richie Sambora                                  | |
| Too Much of a Good Thing                     | 100,000,000 Bon Jovi Fans Can't Be Wrong |                                                | Jon Bon Jovi, Richie Sambora, Richie Supa                     | |
| Touch of Grey                                | This House Is Not For Sale               |                                                | Jon Bon Jovi, Brett James, Billy Falcon                       | Morceau bonus sur les éditions japonaises et allemandes de l'album. |
| Two Story Town                               | Crush                                    |                                                | Jon Bon Jovi, Richie Sambora, Dean Grakal, Mark Hudson        | |
| Unbreakable                                  | Have a Nice Day                          |                                                | Jon Bon Jovi, Richie Sambora, David Bryan                     | Morceau bonus sur les éditions japonaises, australiennes et britanniques de l'album. |
| Undivided                                    | Bounce                                   |                                                | Jon Bon Jovi, Richie Sambora, Billy Falcon                    | |
| Walk Like a Man                              | Lost Highway                             |                                                | Jon Bon Jovi                                                  | Morceau bonus de l'édition Target aux Etats-Unis |
| Walls                                        | This House Is Not For Sale (Réédition)   |                                                |                                                               | |
| Wanted Dead or Alive                         | Slippery When Wet                        | Bruce Fairbairn                                | Jon Bon Jovi, Richie Sambora                                  | |
| We All Fall Down                             | Burning Bridges                          | John Shanks                                    | Jon Bon Jovi, John Shanks                                     | |
| We Can Dance                                 | Pas d'album associé                      |                                                |                                                               | Face B de Everyday |
| Wedding Day                                  | Pas d'album associé                      |                                                |                                                               | Face B de This Ain't a Love Song. Également publié comme single promotionnel dans les magasins allemands Karstadt comme cadeau pour l'achat de l'album These Days. |
| We Don't Run                                 | Burning Bridges                          | John Shanks                                    | Jon Bon Jovi, John Shanks                                     | Egalement un morceau bonus sur l'album This House Is Not For Sale |
| We Got It Going On                           | Lost Highway                             | Dan Huff                                       | Jon Bon Jovi, Richie Sambora, Kenny Alphin, John Rich         | Featuring Big & Rich |
| Welcome to the Good Times                    | Pas d'album associé                      |                                                |                                                               | Face B de Say It Isn't So |
| Welcome to Wherever You Are                  | Have a Nice Day                          | Jon Bon Jovi, Richie Sambora, John Shanks      | Jon Bon Jovi, Richie Sambora, John Shanks                     | |
| We Rule the Night                            | 100,000,000 Bon Jovi Fans Can't Be Wrong |                                                | Jon Bon Jovi, Richie Sambora                                  | |
| We Weren't Born to Follow                    | The Circle                               | John Shanks                                    | Jon Bon Jovi, Richie Sambora                                  | |
| What About Now                               | What About Now                           | John Shanks                                    | Jon Bon Jovi, John Shanks                                     | |
| What Do You Got?                             | Greatest Hits                            | Howard Benson, Jon Bon Jovi, Richie Sambora    | Jon Bon Jovi, Richie Sambora, Brett James                     | |
| What's Left of Me                            | What About Now                           |                                                | Jon Bon Jovi, Richie Sambora, Billy Falcon                    | |
| When She Comes                               | These Days                               |                                                | Jon Bon Jovi, Richie Sambora                                  | Disponible uniquement sur l'édition française 2-CD de l'album These Days. Est également une Face B du single This Ain't a Love Song. |
| When We Were Beautiful                       | The Circle                               |                                                | Jon Bon Jovi, Richie Sambora, Billy Falcon                    | |
| When We Were Us                              | This House Is Not For Sale (Réédition)   |                                                |                                                               | |
| Whole Lot of Leavin                          | Lost Highway                             | John Shanks                                    | Jon Bon Jovi, John Shanks                                     | |
| Who Says You Can't Go Home                   | Have a Nice Day                          | Jon Bon Jovi, Richie Sambora, John Shanks      | Jon Bon Jovi, Richie Sambora                                  | Une version country de ce morceau est également sorti avec une collaboration vocale de Jennifer Nettles. |
| Who Would You Die For                        | Burning Bridges                          | John Shanks                                    | Jon Bon Jovi, Billy Falcon                                    | |
| Why Aren't You Dead?                         | 100,000,000 Bon Jovi Fans Can't Be Wrong |                                                | Jon Bon Jovi, Richie Sambora, Desmond Child                   | |
| Wildflower                                   | Have a Nice Day                          | Rick Parashar, Jon Bon Jovi, Richie Sambora    | Jon Bon Jovi                                                  | |
| Wild in the Streets                          | Slippery When Wet                        | Bruce Fairbairn                                | Jon Bon Jovi                                                  | |
| Wild is the Wind                             | New Jersey                               | Bruce Fairbairn                                | Jon Bon Jovi, Richie Sambora, Desmond Child, Diane Warren     | |
| Whithout Love                                | Slippery When Wet                        | Bruce Fairbairn                                | Jon Bon Jovi, Richie Sambora, Desmond Child                   | |
| With These Two Hands                         | What About Now                           |                                                | Jon Bon Jovi, Billy Falcon                                    | Morceau bonus présent sur l'iTunes Store, la version Deluxe, l'édition japonaise et australienne. |
| Woman in Love                                | Keep the Faith                           |                                                | Jon Bon Jovi                                                  | |
| Work for the Working Man                     | The Circle                               |                                                | Jon Bon Jovi, Richie Sambora, Darrell Brown                   | |
| You Can Sleep While I Dream                  | 100,000,000 Bon Jovi Fans Can't Be Wrong |                                                | Jon Bon Jovi, Mark Hudson, Dean Grakal                        | |
| You Can't Lose at Love                       | Pas d'album associé                      |                                                |                                                               | Face B de It's My Life |
| You Give Love a Bad Name                     | Slippery When Wet                        | Bruce Fairbairn                                | Jon Bon Jovi, Richie Sambora, Desmond Child                   | |
| You Had Me from Hello                        | Bounce                                   |                                                | Jon Bon Jovi, Richie Sambora, Andreas Carlsson                | |
| (You Want to) Make a Memory                  | Lost Highway                             | Dann Huff                                      | Jon Bon Jovi, Richie Sambora, Desmond Child                   | |